# ممتاز محل
ممتاز محل با نام تولد ارجمند بانو بیگم (۲۷ آوریل ۱۵۹۳–۱۷ ژوئن ۱۶۳۱) همسر ایرانی‌تبار و ملکه هم‌نشین شاه جهان ،امپراتور گورکانی هند، از ۱۹ ژانویه ۱۶۲۸ تا ۱۷ ژوئن ۱۶۳۱ بود. تاج محل در آگره، که اغلب به عنوان یکی از عجایب جهان در نظر گرفته می‌شود، توسط شوهرش به عنوان آرامگاهی برای او بنا شد. ممتاز محل، پس از نورجهان بیگم و مریم الزمانی به عنوان قدرتمندترین ملکه امپراتوری گورکانی شناخته می‌شود و توانست نقش مهمی با وجود بی علاقگی به قدرت و عمر کم در مقام ملکه در اداره امور دولت داشته‌است.
ممتاز دختر میرزا حسن آصف‌خان وکیل شاهنشاهی و فرمانده ارشد سپاهیان جهانگیرشاه و برادرزاده نورجهان ملکه پرنفوذ و نیرومند جهانگیرشاه بود و در سال ۱۶۰۷ در سن ۱۴ سالگی به نامزدی پسر بزرگ و جانشین جهانگیر شاهزاده خرم (شاه جهان آینده) و بعد در سال ۱۶۱۲ به عقدش درآمد. او و شوهرش زندگی پرعشق و پرشوری را با هم تجربه کردند و در این ثمره عشق و علاقه با یکدیگر صاحب ۱۴ فرزند شدند که فقط ۸ تن از آنها بزرگ شده و بقیه در کودکی درگذشتند. پس از مرگ جهانگیرشاه در پایان سال ۱۶۲۷ و شروع جنگ جانشینی میان شوهرش، شاهزاده خرم، و برادر ناتنی خرم که داماد عمه‌اش نورجهان پادشاه بیگم نیز بود، درگرفت و در نهایت شوهر او با نام سلطنتی شاه جهان قدرت را بدست آورد و برتخت نشست.
ممتاز پس از این رخداد به جای عمه قدرتمند و تأثیرگذار خود نورجهان، ملکه هندوستان و قدرتمندترین و تاثیرگذارترین زن دربار شاهنشاهی در زمانی که امپراتوری گورکانی در اوج شکوه و عظمت خود بود، شد. او نیز همانند عمه خود مهر شاهنشاهی را که دلالت بر این داشته قبل از هر گونه صدور و دریافت سند یا دستورات لازم به بررسی و تعیین وی بوده و احکام دولت را نوشته و صادر می‌کرد، در دست گرفت. شاه جهان نیز همانند پدر خود که در همه کارها از نورجهان مشورت می‌گرفت، او هم بدون مشورت ممتاز هیچ کاری را انجام نداده و قبل از صدور دستورات خود نظرات ممتاز را در همه امور خود جستجو می‌کرد. اما ممتاز شناخته شده که به هیچ وجه به مانند نامادرشوهر/عمه خود به امور روزانه دولت توجه و علاقه نداشته و به آن بی محلی می‌کرد.
ممتاز محل در سال ۱۶۳۱ در هنگام لشکرکشی شوهرش در جنوب دکن که او را همراهی می‌کرد، در هنگام تولد چهاردهمین فرزند خود، دختری به نام گوهرآرا بیگم، در برهانپور، دکن (مادیا پرادش کنونی) درگذشت. شاه جهان تاج محل را به عنوان آرامگاه او بنا کرد که بنای یادبودی از عشق نامیرای او به همسرش است. هیچ تصویر معاصری از ممتاز محل مانند سایر بانوان سلطنتی گورکانی وجود ندارد که پذیرفته شده باشد، اما نگاره‌های خیالی بسیاری از سده ۱۹ به بعد خلق شده‌اند.

## اوایل زندگی
ارجمند بانو دختر میرزا حسن آصف خان بود. وی پس از اینکه به مقام بانوی اول رسید، ملقب به ممتاز محل شد؛ ممتازِ محل به معنی بهترینِ (فرد) منطقه است. او همسر دوم شاه‌جهان بود. شاه جهان بنای باشکوه تاج محل را برای یادبود وی ساخت. ارجمند بانو نوه پسری شخصی به نام میرزا غیاث بیگ ملقب به اعتمادالدوله بود، میرزا غیاث‌الدین ایرانی بود و با خانواده‌اش در دورهٔ اکبر، (سلطنت ۱۶۰۵ – ۱۵۵۶) به هند رفت و در دربار او به کار اشتغال ورزید و در مدت کوتاهی پیشرفت کرد و عهده‌دار فعالیت‌های مهمی شد. پیشرفت این شخص در دوره فرزند اکبر، جهانگیر (سلطنت ۱۶۰۵ –۱۶۲۷) چنان بود که به عالی‌ترین مقام اداری کشور یعنی به منصب صدارت عظمی دست یافت و جهانگیر شاه با دختر وی به نام مهرالنساء ملقب به نورجهان ازدواج کرد. آصف خان پسر میرزا غیاث و برادر مهرالنساء نیز به عنوان مشاوره اصلی پادشاه، سپهسالار امپراتوری، وکیل امپراتوری و در کنار پدرش وزیر اعظم انتخاب شد. ملکه نورجهان از قدرت بی‌همتا و فوق‌العاده‌ای در دربار پادشاهی در کنار و همراه با جهانگیر شاه برخوردار بود و بسیاری از افراد خاندان او در دستگاه سلطنت به کارهای گوناگون اشتغال داشتند و همه به مقام بالایی رسیدند. تاریخ‌نگاران این گروه را جناح نورجهان نام گذاشتند.
ارجمند بانو فرزند آصف خان و برادرزاده نورجهان (ملکه دربار جهانگیر) بود. او ناچار شد با شاهزاده خرم (شاه جهان)، فرزند جهانگیر که پسرعمه‌اش بود ازدواج کند. شاهزاده خرم که مورد بی‌مهری مادرش نورجهان واقع شده بود، پس از مرگ جهانگیر تنها با کمک آصف خان، پدر زن خود، توانست بر رقبایش پیروز شود و قدرت را به دست آورد. وی پس از نشستن بر تخت سلطنت با نام «شاه‌جهان» شهرت یافت، همسر او نیز به «ممتاز محل» یعنی بزرگ و شکوهمند منطقه ملقب شد. شاه جهان و ممتاز محل در سال ۱۶۱۲ (میلادی) ازدواج کردند و ۱۸ سال با یکدیگر زندگی کردند و ثمره این ازدواج ۱۴ فرزند بود که هشت تن زنده ماندند و بزرگ شدند.

## ازدواج

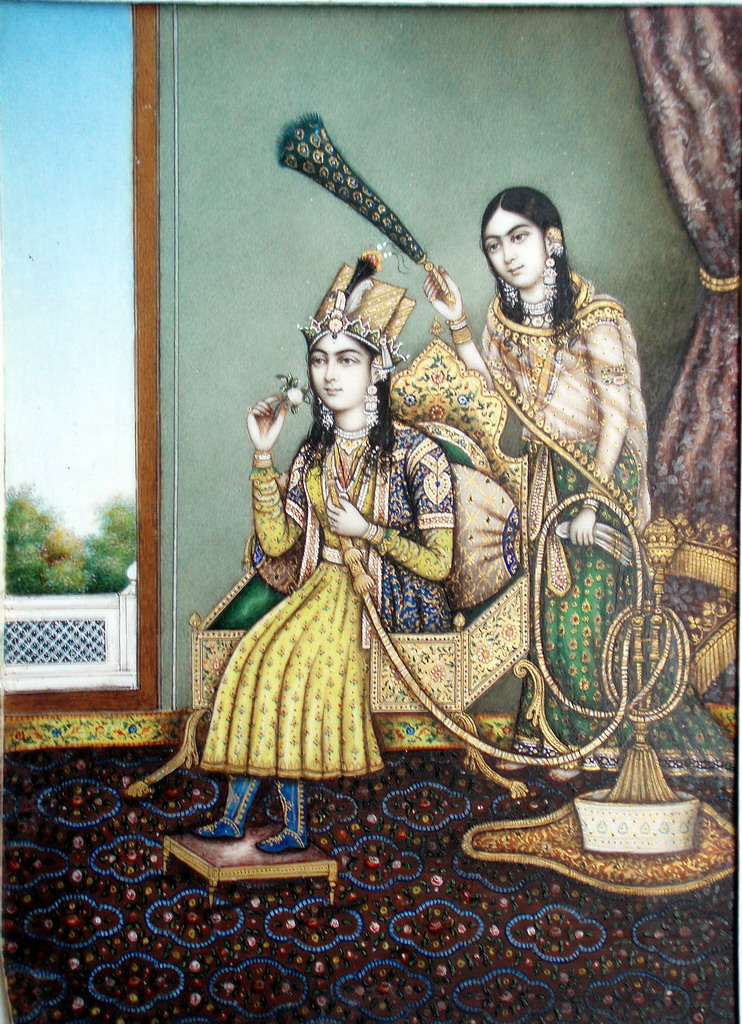
ممتاز محل با یک خدمتکار.

ممتاز محل در حدود ۳۰ ژانویه ۱۶۰۷، هنگامی که شاه جهان در آن زمان ۱۴ ساله بود و وی در سن ۱۵ سالگی قرار داشت، با او نامزد کرد. آن‌ها با این وجود پنج سال پس از نامزدی خود در ۳۰ آوریل ۱۶۱۲ در آگره ازدواج کردند. این ازدواج یک مسابقه عشقی بود. شاه جهان پس از جشن‌های عروسی، «او را در ظاهر و شخصیت در میان همه زنان آن زمان برتر یافت» و به او لقب «ممتاز محل» بیگم («بهترینِ منطقه») را داد. شاه جهان در سال ۱۶۰۹ در طی سال‌های میان نامزدی و ازدواج، با همسر اول خود، شاهزاده قندهاری بیگم ازدواج کرد و در سال ۱۶۱۷ پس از ازدواج با ممتاز، با همسر سوم خود به نام عزالنسا بیگم (با عنوان اکبرآبادی محل)، دختر یک درباری برجسته گورکانی، ازدواج کرد. طبق گفته تاریخ‌نگاران رسمی دربار، هر دو ازدواج اتحاد سیاسی بوده‌است.
با این حساب، شاه جهان چنان مجذوب ممتاز بود که علاقه چندانی به زمان گذراندن و لذت بردن از دو همسر دیگرش نداشت، به غیر از اینکه برای احتیاط، از هر یک فرزندی بر جای گذاشت. بنا به گفته وقایع‌نگار رسمی دربار، معتمد خان، همان‌طور که در اقبال نامه جهانگیری وی ثبت شده‌است، رابطه او با دیگر همسرانش «چیزی جز وضعیت ازدواج نبود. صمیمیت، محبت عمیق، توجه و علاقه‌ای که شاه جهان برای ممتاز داشت، در سایر همسرانش احساس نمی‌کرد.» به همین ترتیب، عنایت خان مورخ شاه جهان اظهار داشت که «تمام لذت او در این بانوی پرشکوه [ممتاز] بود، تا حدی که احساس عاطفه‌ای که نسبت به دیگران (یعنی دیگر همسرانش) داشت، حتی یک هزارم علاقه او به ممتاز محل نبود.»
ممتاز ازدواج عاشقانه‌ای را با شاه جهان داشت. حتی در زمان حیات او، شاعران زیبایی، ظرافت و مهربانی او را می‌ستودند. ممتاز با وجود بارداری‌های بسیار، در تمام مبارزات نظامی پیشین یا شورش بعدی علیه پدرش با همراهان شاه جهان همراه بود. او همراه همیشگی و معتمد او بود و مورخان دربار را واداشت تا تلاش‌های ناشناخته‌ای را برای مستندسازی روابط صمیمی و وابستگی که این زوج از آن برخوردار بودند، انجام دهند. آن‌ها در نوزده سال ازدواج خود، صاحب چهارده فرزند (هشت پسر و شش دختر) از هم شدند، که هفت نفر از آنها در بدو تولد یا در سنین بسیار کمی فوت کردند.

## ملکه اعظم گورکانی

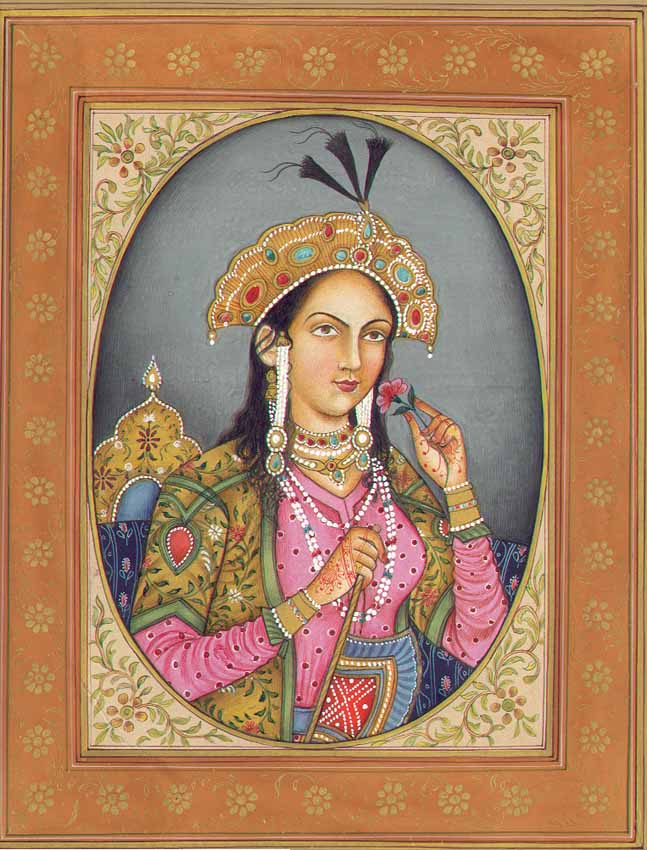
تصویری از ممتاز محل مربوط به سده ۱۷ یا ۱۸ میلادی

با به سلطنت رسیدن شاه جهان در سال ۱۶۲۸، شاه جهان ممتاز را به عنوان ملکه اصلی خود با عنوان «ملکه معظم»، «ملکه جهان»، «پادشاه بیگم»، «بیگم صاحب»، «ملکه‌الزمانی» و «ملکه هندوستان» منصوب کرد. دوران ممتاز به عنوان ملکه کوتاه بود، و به دلیل مرگ نابهنگام او فقط سه سال طول کشید، با این حال، شاه جهان تجملاتی را به او عطا کرد که به هیچ ملکه دیگری قبل از او داده نشده بود. به عنوان مثال، محل اقامت هیچ ملکه دیگری به اندازه خاص محل (بخشی از قلعه آگرا)، جایی که ممتاز با شاه جهان زندگی می‌کرد، تزئین نشده بود. این بنا با طلای خالص و سنگ‌های قیمتی تزئین شده بود و برای خود فواره‌های گلاب خوش‌بوه با نوع خاصی داشت. به هر همسر پادشاه گورکانی ماهیانه کمک هزینه منظم خود (هزینه‌های خانه‌داری یا سفر) می‌دادند. بالاترین کمک هزینه ثبت شده ششصدهزار روپیه و یک میلیون روپیه و یک میلیون سکه اشرفی (سکه طلای ایرانی) در سال است که شاه جهان به ممتاز محل می‌دهد.
شاه جهان در همه امور خصوصی و امور دولتی با ممتاز مشورت کرد و وی به عنوان مشاور نزدیک و مورد اعتماد وی فعالیت کرد، همچنین او شوهرش را در همه سفرهای تفریحی و جنگی همراهی می‌کرد و محرم‌اسرار و همراه همیشگی او بود. ممتاز برای دریافت مخاطبان در کنار همسرش (اما در پشت پرده) در جاروکا نشست، در امورات روزمره دستوراتی صادر کرد، بر اداره چندین جاگیر (بسته‌های باارزش زمین) و پرگنه (اموال و خانه‌های مهم دولتی) نظارت کرد و حتی به اشخاص مهم مدنی و نظامی خارج از دربار در کاخ خود اجازه ملاقات‌های رسمی می‌داد و با وزرا و افسران در امورات دولت مشورت می‌کرد. وی حتی حق نیشان‌ها را که فقط برای اعضای مرد خانواده سلطنتی محفوظ بود، را داشت و فرمان داد. همچنین به ممتاز محل حق صدور اسناد رسمی (که به‌طور خاص فرمان‌ها گفته می‌شود)، که معمولاً امتیاز انحصاری امپراتور است، داده شد. شاه جهان در هنگام شفاعت او، دشمنان را بخشید یا مجازات اعدام را تخفیف داد. 
اعتماد شاه جهان به ممتاز چنان بی‌حد و مرز بود که بالاترین افتخار و امتیاز سرزمین را به او اعطا کرد-مهر امپراطوری خود، («مهر اوزک») که همه احکام شاهنشاهی را تأیید و صادر می‌کرد و بدون تصویب و تأیید او هیچ حکمی در کشور به اجرا در نمی آمد، این کار، باعث شد همه افسران ارتش، وزرا، خادمان و کارکنان دولت، تحت اراده ممتاز باشند. اما ممتاز بر خلاف عمه‌اش، ملکه نور جهان، تنها همسر اصلی و مورد علاقه امپراتور جهانگیرشاه، که در دوره قبل، از نفوذ بی‌نظیر و قابل توجهی برخوردار بود، ممتاز به عنوان شخصی فروتن که هیچ آرزویی برای رسیدن به قدرت سیاسی ندارد به تصویر کشیده شد، به همین خاطر عمه او نورجهان بخاطر قدرت و نفوذ سیاسی‌اش در تاریخچه امپراتوری گورکانی بی‌نظیر و فوق‌العاده بود.
ممتاز معمولاً با نفوذ نامحدود بر شاه جهان، غالباً به نیابت از بی‌نوایان، تهی‌دستان، بی‌سرپرستان یا یتیمان مداخله کامل می‌کرد، و همچنین از تماشای نبردهای فیل و مسابقات دربار میان شاهزادگان و اشراف لذت می‌برد. ممتاز همچنین از تعدادی از شعرا، دانشمندان و سایر افراد با استعداد حمایت کرد. یک شاعر مشهور سانسکریت، وانسیدارا میشرا، مورد علاقه ملکه بود. ممتاز محل به توصیه بانوی اصلی منتظرش، ساتی‌نسا خانم، مستمری و کمک‌های مالی را به دختران دانشمندان فقیر، متکلمان و مردان وارسته ارائه کرد. این امر برای زنان متولد نجیب کاملاً معمول بود که در امپراتوری مغول هند سفارش معماری می‌دادند، بنابراین ممتاز مدتی را به باغی کنار رود در آگره اختصاص داد که اکنون به نام زهرا باغ معروف است. این تنها بنیاد معماری است که می‌تواند به حمایت وی متصل شود.

## مرگ و پیامدهای بعدی

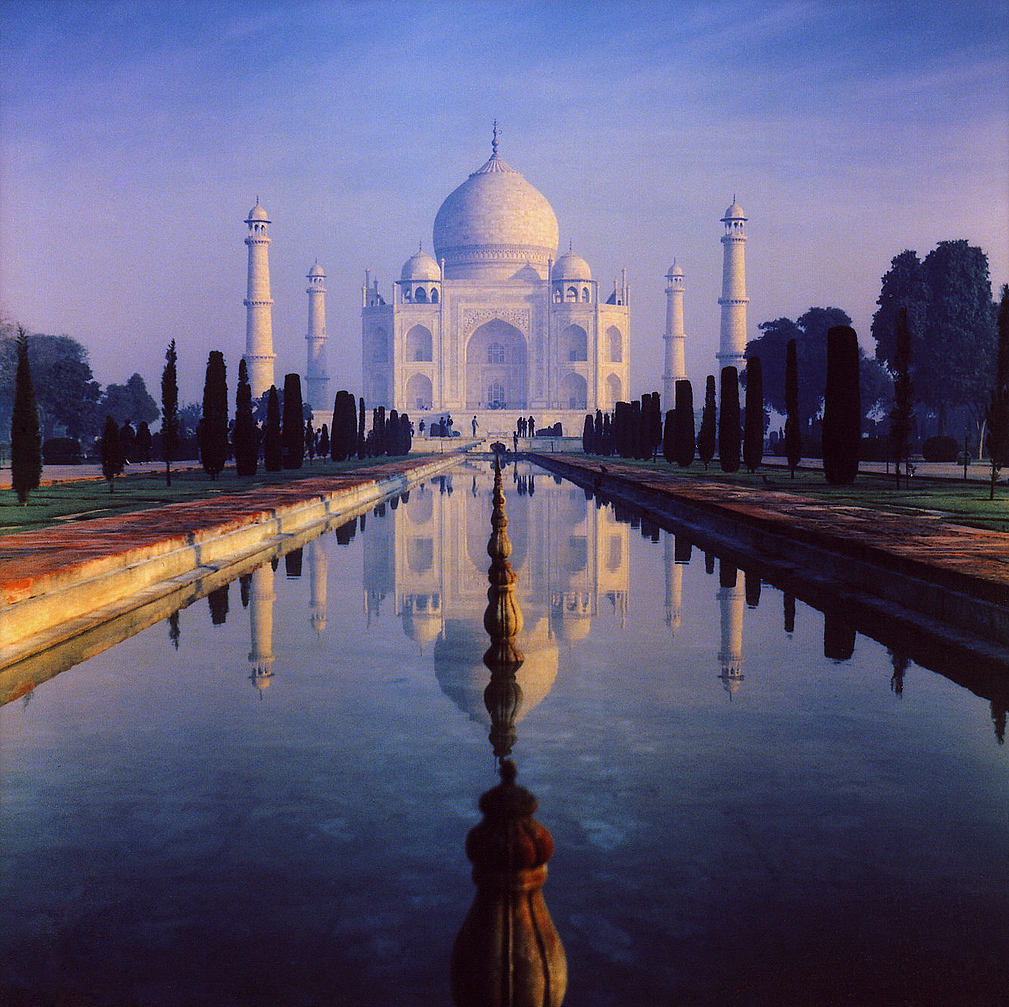
تاج محل، آرامگاه ممتاز محل، که میراث جهانی یونسکو است

گفته‌اند شاه جهان، همسرش ممتاز محل را بسیار زیاد دوست می‌داشت و در همهٔ سفرها حتی سفرهای جنگی نیز او را به همراه خود می‌برد. در یکی از این سفرهای جنگی که سه سال پس از به سلطنت رسیدنش روی داد و برای سرکوبی حاکم افغانی دکن عازم شده بود، ارجمند بانو را با وجود باردار بودن همراه خود برد. در هنگام جنگ با سپاه دشمن پادشاه شنید که همسرش دچار درد و کسالت سختی شده‌است و امیدی به زنده ماندنش نیست، به همین سبب فوراً خود را به نزد همسرش رساند و از او خواست که هر چه در دل دارد به او بگوید. وی نیز نکاتی را ابراز داشت که از قول او چنین نوشته‌اند: «شاها گفته و شنیده ما را عفو فرمایند، عن‌قریب مسافر هستم… شاها در ایام محبوسی همدرد شما ماندم. الحال که ایزد تعالی پادشاهی نصیب شما کرد و فرمانروایی جهان بخشید ما پرحسرت انتقال می‌کنیم و می‌رویم بنابر آن دو وصیت است، امید که هر دو قبول شوند. خدیو جهان اقبال نموده استفسار کردند، بیگم صاحب فرمودند که حق تعالی شما را چهار پسر و چهار دختر داده‌است برای نام و نشان همین کفایت می‌کند، چنان نشود که نسل دیگر از کسی پیدا شود که با هم جنگ و جدل دارند. وصیت دوم آنست که برای ما همچنان مکان تعمیر باید که بر منصه ظهور نایاب و کمال عجیب و غریب گردد.» در واقع ممتاز محل هنگام وفات از شوهرش درخواست کرد که پس از وی زنی نگیرد و برای او مقبره‌ای بسازد که بدان نام وی جاوید بماند. شاه‌جهان هر دو وصیت را به دل و جان قبول کرد.
نوشته‌اند که شدت علاقه‌مندی شاه‌جهان به همسرش چنان بود که تمامی موی سر شاه جهان در سال دوم فوت همسرش سفید شد. او وصیت ممتاز محل را مد نظر داشت و چنان‌که نوشته‌اند در مدت زندگی خود پس از فوت همسرش که نزدیک به سی و شش سال بود (۱۰۴۰ تا ۱۰۷۶ ه‍.ق) ازدواج نکرد و در این مدت دخترش، جهان آرا از او نگهداری می‌کرد. البته آرزوی ممتاز محل در مورد عدم بروز جنگ میان فرزندانش تحقق نیافت، چرا که اورنگ زیب پسر سوم شاه جهان به برادرش دارا شکوه که شخصی ادیب و اندیشمند بود، حسادت می‌ورزید. اورنگ زیب پدر را دستگیر و زندانی کرد و بردارش دارا شکوه که به فرهنگ فارسی و ایرانی علاقه وافری داشت را به اتهام ارتداد به قتل رساند و خود قدرت را به دست گرفت؛ و پدرش را به جرم اسراف کاری و ساخت بنای شرک آمیز (آرامگاه تاج برای همسر) را زندانی و تا مرگ در اسارت نگه داشت.
شاه‌جهان وصیت دوم همسرش ممتاز محل را نیز مورد توجه قرار داد و در همان سال (۱۰۴۰ (قمری)) دستور داد آرامگاهی برای او ساخته شود. بنای باشکوه آرامگاه در زمینی وسیع در کنار رودخانه یامونا (جمنا) شروع شد و ساخت آن هفده سال به طول انجامید تا سرانجام در سال ۱۰۵۷ (قمری) طی مراسمی خاتمه بنای مجموعه تاج محل اعلام شد.
بنای تاج محل یکی از بهترین نمونه‌های معماری کشور هندوستان است که تأثیر معماری و فرهنگ ایرانی در آن کاملاً هویداست. این بنا در سال ۲۰۰۷ (میلادی) به عنوان یکی از عجایب هفتگانه جدید برگزیده شد.

### تاج محل

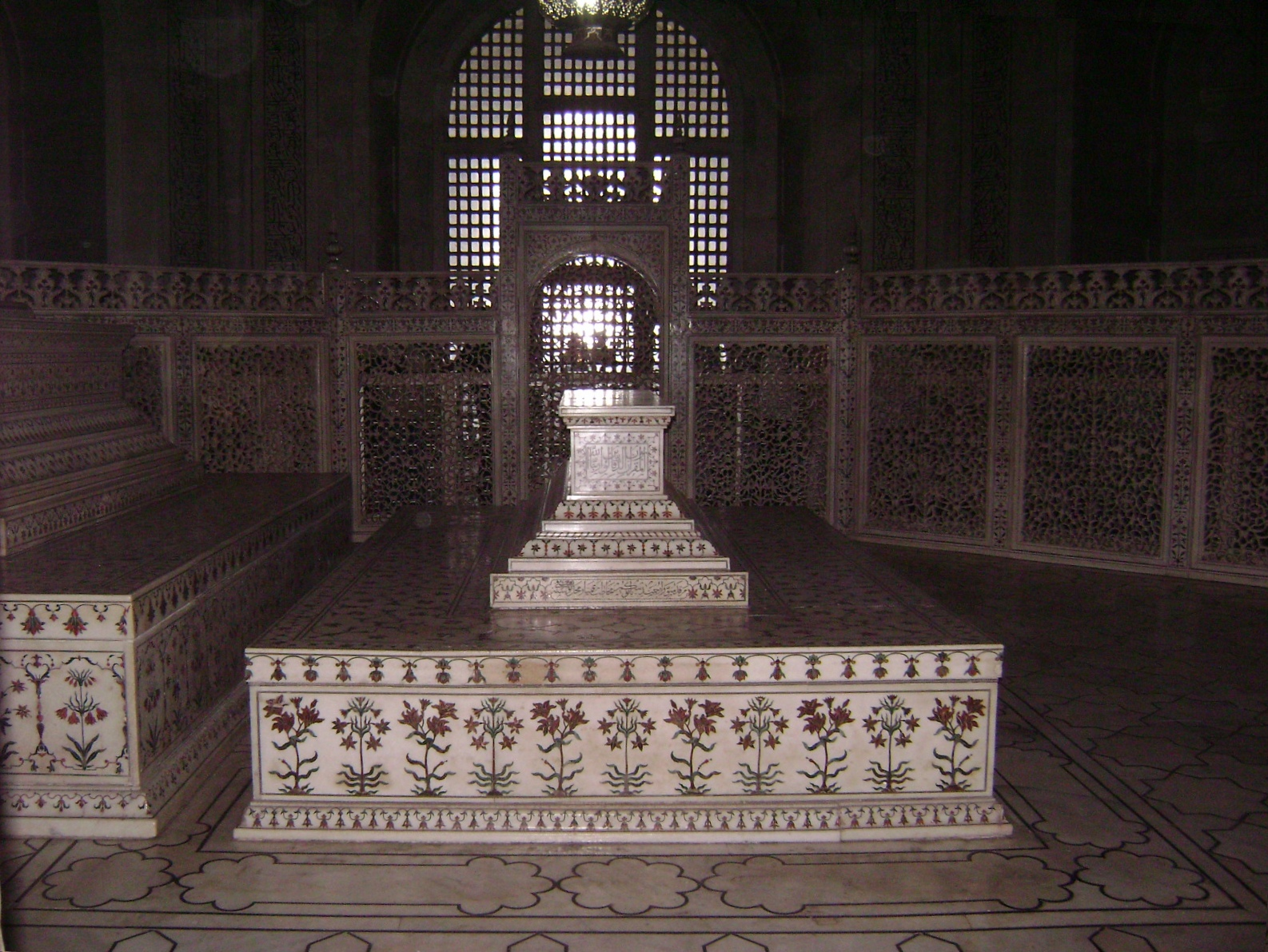
سنوتاف ممتاز محل.

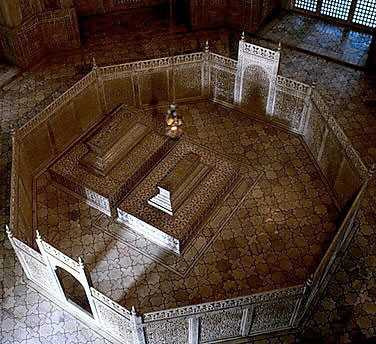
آرامگاه ممتاز محل در تاج محل، در کنار همسرش شاه جهان.

تاج محل به دستور شاه جهان به عنوان آرامگاه ممتاز محل ساخته شود. این بنا به عنوان مظهر عشق نامیرا و ارادت زناشویی دیده می‌شود. سر ادوین آرنولد، شاعر انگلیسی، آن را چنین توصیف می‌کند: «این بنا همچون دیگر بناها فقط یک اثر معماری نیست، بلکه عشق غرورآمیز یک امپراتور است که در سنگ‌های زنده نمایان شده‌است.» زیبایی بنای یادبود همچنین نمایانگر زیبایی ممتاز محل است و این تجمع بسیاری را به توصیف زنانگی تاج محل سوق می‌دهد. از آنجا که سنت مسلمانان تزئینات روی گورها را ممنوع می‌کند، اجساد ممتاز و شاه جهان را در یک سرداب نسبتاً ساده در زیر تالار داخلی به صورتی قرار گرفته‌اند که صورت آن‌ها به سمت راست و مکه باشد.
نود و نه نام خدا به عنوان کتیبه‌های خوشنویسی در حاشیه مقبره ممتاز محل در سرداب یافت می‌شود. نظریه‌های بسیاری در مورد ریشه نام این مقبره وجود دارد و یکی از آنها نشان می‌دهد که «تاج» مخفف نام ممتاز است. مسافران اروپایی، مانند فرانسوا برنیه، که ساخت آن را مشاهده کردند، از نخستین کسانی بودند که آن را تاج محل نامیدند. از آنجا که بعید به نظر می‌رسد آن‌ها این نام را گذاشته باشند، پیشنهاد می‌شود که آن‌ها آن را از اهالی محلی آگره که به شهبانو «تاج محل» می‌گفتند، شنیده‌اند و گمان کرده‌اند که مقبره اینگونه نامگذاری شده و آن‌ها استفاده از این نام را شروع کردند. با این حال، هیچ مدرک محکمی برای اثبات این موضوع وجود ندارد. شاه جهان قصد نداشت فرد دیگری را در تاج محل به خاک بسپارد. با این حال، اورنگ‌زیب به جای ساختن مقبره‌ای جداگانه برای پدرش، شاه جهان را در کنار مقبره ممتاز محل دفن کرد. این امر از قرارگیری نامتقارن قبر شاه جهان در یک طرف قبر همسرش که در مرکز بنا است، مشهود است.

### نوشته روی قبر
قبر ممتاز بانو، ارجمند بانو و شاه جهان در داخل ساختمان تاج محل قرار دارد. قبر اصلی در زیر زمین و سنگ‌های نمادینی نیز در طبقه دوم قرار دارند. در داخل آرامگاه یا درگاه تاج محل دو قبر وجود دارد که با سنگ مرمر یکپارچه تزئین شده‌است. بر روی این سنگ با خط نستعلیق فارسی اسامی خداوند نوشته شده‌است. کنار سنگ مرمر قبر سمت راست به خط نستعلیق نوشته شده‌است:مرقد منور ارجمندبانو بیگم مخاطب به ممتاز محل. کنار سنگ مرمر چپ نوشته شده: مرقد مطهر اعلیحضرت فردوس آشیانی صاحبقران ثانی شاه جهان طاب ثراه سنه ۱۰۷۶ ق.

## شعر
ممتاز محل دارای ذوق شعری بوده‌است و نمونه‌ای از بداهه‌گویی او در تاریخ ثبت شده‌است. می‌گویند روزی شاه‌جهان خطاب به همسرش ممتاز محل هنگام تماشای رود جمنا می‌سراید:
آب از هوای روی تو می‌آید از فرسنگ‌ها
و ممتاز محل فی البداهه جواب می‌دهد:
وز هیبت شاه‌جهان سر می‌زند بر سنگ‌ها

## در فرهنگ عامه
دهانه ای به افتخار وی بر روی سیارک ۴۳۳ اروس و دیگری به نام شوهرش نامگذاری شده‌است.

### ادبیات
- ارجمند بانو (ممتاز محل) یک شخصیت اصلی در رمان ایندو سوندرسن به نام جشن گل سرخ (۲۰۰۳) است که دنباله آن به نام سایه شاهزاده (۲۰۱۰) با مرگ او آغاز می‌شود.[۱۷]
- ممتاز محل شخصیت اصلی رمان سونجا چاندراچود به نام مشکل در تاج‌وتخت (۲۰۱۱) است. او در این کتاب به عنوان یک روح ظاهر می‌شود.[۱۸]
- در رمان جان شورز به نام زیر آسمان مرمر (۲۰۱۳)، دختر محل به نام شاهزاده جهان‌آرا، داستان خارق‌العاده‌ای از چگونگی به وجود آمدن تاج محل روایت می‌کند و زندگی خود را به عنوان یک عامل در ایجاد آن و به عنوان شاهد وقایع سرنوشت‌سازی پیرامون تکمیل آن توصیف می‌کند.[۱۹]

### فیلم‌ها
- ممتاز محل یک فیلم صامت هندی توسط هومی مستر است.[۲۰]
- اناکشی راما راو، بازیگر، نقش ممتاز محل را در شیراز (۱۹۲۸) بازی کرد.
- ممتاز محل، یک فیلم هندی ۱۹۴۴ بر اساس زندگی او است.
- بازیگری به نام ثریا نقش جوانی ممتاز محل را در فیلم نانوبهی وکیل به نام تاج محل (۱۹۴۱) بازی کرد.[۲۱]
- ممتاز محل توسط بازیگری به نام نسرین در فیلم شاه جهان (۱۹۴۶) به کارگردانی عبدالرشید کاردار به تصویر کشیده شده‌است.[۲۲]
- ممتاز محل که فیلم درام هندی است که در سال ۱۹۵۷ توسط رام داریانی با حضور وینا در نقش اصلی ساخته شد.[۲۰]
- بینا رای ممتاز محل را در فیلم تاج محل (۱۹۶۳) به کارگردانی م. صدیق به تصویر کشید.[۲۳]
- شهزاده ممتاز، یک فیلم هندی با بازی‌های آشوکان و شکونتالا در سال ۱۹۷۷ است.[۲۰]
- پورنیما پاتوردان نقش خود را در فیلم درام تاریخی هندی تاج محل: بنای یادبود عشق (۲۰۰۳) به تصویر کشیده‌است.[۲۴]
- سونیا جهان ممتاز محل را در فیلم تاج محل: داستان یک عشق ابدی (۲۰۰۵) به کارگردانی اکبر خان به تصویر کشیده‌است.[۲۵]

### سایر
- ممتاز محل الهام بخش عطر گورلیه به نام شلیمار (۱۹۲۱) بود.[۲۶]

## فرزندان
| نام                        | تصویر | دوران                          | توضیحات |
| -------------------------- | ----- | ------------------------------ | --- |
| حورالنساء بیگم             |       | ۳۰ مارس ۱۶۱۳–۵ ژوئن ۱۶۱۹       | اولین فرزند شاه جهان و ملکه ممتاز محل بود. |
| جهان‌آرا بیگم (پادشاه بیگم) |       | ۲۳ مارس ۱۶۱۴–۱۶ سپتامبر ۱۶۸۱   | دومین فرزند شاه جهان و ملکه ممتاز محل. او بعد از مرگ مادرش مقام پادشاه بیگم را کسب کرد و در زمان جنگ برای تاج و تخت او از برادرش دارا شکوه حمایت کرد. او هرگز ازدواج نکرد.                       |
| دارا شکوه                  |       | ۲۰ مارس ۱۶۱۵–۳۰ اوت ۱۶۵۹       | اولین پسر شاه جهان از ملکه ممتاز محل بود. او تا سال ۱۶۵۸ ولیعهد سلطنت بود. او از سال ۱۶۵۷ به نبرد با برادران خود برای جانشینی تاج و تخت پرداخت و در نهایت به دست برادرش اورنگ‌زیب اسیر و کشته شد. |
| شاه شجاع                   |       | ۲۳ ژوئن ۱۶۱۶–۷ فوریه ۱۶۶۱      | پسر دوم شاه جهان و ملکه ممتاز محل بود. او به نبرد با برادرانش پرداخت در نهایت در جنگ با اورنگ‌زیب کشته شد.                                                                                        |
| روشن‌آرا بیگم (پادشاه بیگم) |       | ۳ سپتامبر ۱۶۱۷–۱۱ سپتامبر ۱۶۷۱ | دختر سوم شاه جهان و ملکه ممتاز محل بود. او در نبرد برای جانشینی از طرفداران اورنگ‌زیب بود و بعد از پادشاهی او لقب پادشاه بیگم را کسب کرد. او هرگز ازدواج نکرد.                                    |
| اورنگ‌زیب                   |       | ۳ نوامبر ۱۶۱۸–۳ فوریه ۱۷۰۷     | ششمین امپراتور گورکانی بود. او در نبرد جانشینی پیروز شد و تمام برادرانش را از میان برداشت. |
| ایزد بخش                   |       | ۱۸ دسامبر ۱۶۱۸ - فوریه ۱۶۲۱    | پسر شاه جهان و ملکه ممتاز محل در کودکی فوت شد. |
| ثریا بانو بیگم             |       | ۱۰ ژوئن ۱۶۲۱–۲۸ آوریل ۱۶۲۸     | دختر شاه جهان و ملکه ممتاز محل او در کودکی فوت شد. |
| یک پسر                     |       | ۱۶۲۲                           | او بعد از تولد فوت شد. |
| مراد بخش                   |       | ۸ اکتبر ۱۶۲۴–۱۴ دسامبر ۱۶۶۱    | پنجمین پسر شاه جهان و ملکه ممتاز محل. او در سال ۱۶۵۷ وارد جنگ جانشینی نشد اما به دست اورنگ‌زیب اسیر و بعداً کشته شد.                                                                               |
| لطف‌الله میرزا              |       | ۴ نوامبر ۱۶۲۶–۱۳ می ۱۶۲۸       | پسر شاه جهان و ملکه ممتاز محل. او در کودکی فوت شد. |
| دولت‌افزا                   |       | ۸ می ۱۶۲۸–۱۳ می ۱۶۲۹           | پسر شاه جهان و ملکه ممتاز محل او در کودکی فوت شد. |
| حسن‌آرا بیگم (روشن‌رای بیگم) |       | ۲۳ آوریل ۱۶۲۹ - بعد از ۱۶۸۸    | دختر شاه جهان و ملکه ممتاز محل. او در نبرد جانشینی از برادر خود شاه شجاع طرفداری کرد. او هرگز ازدواج نکرد.                                                                                       |
| گوهرآرا بیگم               |       | ۱۷ ژوئن ۱۶۳۱–۱۷۰۶              | دختر کوچک شاه جهان و ملکه ممتاز محل. بعد از تولد او مادرش فوت شد. او در زمان نبرد جانشینی از برادرش مراد میرزا طرفداری کرد. او هرگز ازدواج نکرد.                                                 |

## نیاکان
| \| \| \| \| \| \| \| \| \| \| \| ۸. خواجه محمد شریف \| \| \| \| \| \| \| \| \| \| \| \| \| \| \| \| \| \| \| \| \| \| \| \| \| \| \| \| \| \| \| \| \| \| \| \| \| \| \| \| \| \| \| \| \| \| \| \| \| \| \| ۴. اعتمادالدوله \| \| \| \| \| \| \| \| \| \| \| \| \| \| \| \| \| \| \| \| \| \| \| \| \| \| \| \| \| \| \| \| \| \| \| \| \| \| \| \| \| \| \| \| \| \| \| \| \| \| \| \| \| \| \| \| \| \| \| \| ۹. زن بی‌نام (دختر ۱۲)[۳۰] \| \| \| \| \| \| \| \| \| \| \| \| \| \| \| \| \| \| \| \| \| \| \| \| \| \| \| \| \| \| \| \| \| \| \| \| \| \| \| \| \| \| \| \| \| \| \| \| \| \| \| \| \| \| \| \| \| \| \| \| ۲. میرزا حسن آصف‌خان \| \| \| \| \| \| \| \| \| \| \| \| \| \| \| \| \| \| \| \| \| \| \| \| \| \| \| \| \| \| \| \| \| \| \| \| \| \| \| \| \| \| \| \| \| \| \| \| \| \| \| \| \| \| \| \| \| \| \| \| ۱۰. علاءالدوله آقا ملا (پسر ۱۲)[۳۱] \| \| \| \| \| \| \| \| \| \| \| \| \| \| \| \| \| \| \| \| \| \| \| \| \| \| \| \| \| \| \| \| \| \| \| \| \| \| \| \| \| \| \| \| \| \| \| \| \| \| \| \| \| \| \| \| \| \| \| \| ۵. عصمت بیگم \| \| \| \| \| \| \| \| \| \| \| \| \| \| \| \| \| \| \| \| \| \| \| \| \| \| \| \| \| \| \| \| \| \| \| \| \| \| \| \| \| \| \| \| \| \| \| \| \| \| \| \| \| \| \| \| \| \| \| \| \| \| \| \| \| \| \| \| \| \| \| \| \| \| \| \| \| \| \| \| \| \| \| \| \| \| \| \| \| \| \| \| \| \| \| \| \| \| \| \| \| \| \| \| \| \| \| \| \| \| \| \| \| \| \| \| \| \| \| \| ۱. ممتاز محل \| \| \| \| \| \| \| \| \| \| \| \| \| \| \| \| \| \| \| \| \| \| \| \| \| \| \| \| \| \| \| \| \| \| \| \| \| \| \| \| \| \| \| \| \| \| \| \| \| \| \| \| \| \| \| \| \| \| \| \| ۱۲. آقا مولا دولت‌دار قزوینی[۳۲] \| \| \| \| \| \| \| \| \| \| \| \| \| \| \| \| \| \| \| \| \| \| \| \| \| \| \| \| \| \| \| \| \| \| \| \| \| \| \| \| \| \| \| \| \| \| \| \| \| \| \| \| \| \| \| \| \| \| \| \| ۶. غیاث‌الدین علی آصف خان \| \| \| \| \| \| \| \| \| \| \| \| \| \| \| \| \| \| \| \| \| \| \| \| \| \| \| \| \| \| \| \| \| \| \| \| \| \| \| \| \| \| \| \| \| \| \| \| \| \| \| \| \| \| \| \| \| \| \| \| \| \| \| \| \| \| \| \| \| \| \| \| \| \| \| \| \| \| \| \| \| \| \| \| \| \| \| \| \| \| \| \| \| \| \| \| \| \| \| \| \| \| \| \| \| \| \| \| \| \| \| \| \| \| \| \| \| \| \| \| ۳. دیوانجی بیگم \| \| \| \| \| \| \| \| \| \| \| \| \| \| \| \| \| \| \| \| \| \| \| \| \| \| \| \| \| \| \| \| \| \| \| \| \| \| \| \| \| \| \| |                                 |  |  |  |  |  |  |  |  |                    |  |  |  |
| |                                 |  |  |  |  |  |  |  |  | ۸. خواجه محمد شریف |  |  |  |
| |                                 |  |  |  |  |  |  |  |  |                    |  |  |  |
| |                                 |  |  |  |  |  |  |  |  |                    |  |  |  |
| |                                 |  |  |  |  |  |  |  |  |                    |  |  |  |
| | ۴. اعتمادالدوله                 |  |  |  |  |  |  |  |  |                    |  |  |  |
| |                                 |  |  |  |  |  |  |  |  |                    |  |  |  |
| |                                 |  |  |  |  |  |  |  |  |                    |  |  |  |
| |                                 |  |  |  |  |  |  |  |  |                    |  |  |  |
| | ۹. زن بی‌نام (دختر ۱۲)           |  |  |  |  |  |  |  |  |                    |  |  |  |
| |                                 |  |  |  |  |  |  |  |  |                    |  |  |  |
| |                                 |  |  |  |  |  |  |  |  |                    |  |  |  |
| |                                 |  |  |  |  |  |  |  |  |                    |  |  |  |
| | ۲. میرزا حسن آصف‌خان             |  |  |  |  |  |  |  |  |                    |  |  |  |
| |                                 |  |  |  |  |  |  |  |  |                    |  |  |  |
| |                                 |  |  |  |  |  |  |  |  |                    |  |  |  |
| |                                 |  |  |  |  |  |  |  |  |                    |  |  |  |
| | ۱۰. علاءالدوله آقا ملا (پسر ۱۲) |  |  |  |  |  |  |  |  |                    |  |  |  |
| |                                 |  |  |  |  |  |  |  |  |                    |  |  |  |
| |                                 |  |  |  |  |  |  |  |  |                    |  |  |  |
| |                                 |  |  |  |  |  |  |  |  |                    |  |  |  |
| | ۵. عصمت بیگم                    |  |  |  |  |  |  |  |  |                    |  |  |  |
| |                                 |  |  |  |  |  |  |  |  |                    |  |  |  |
| |                                 |  |  |  |  |  |  |  |  |                    |  |  |  |
| |                                 |  |  |  |  |  |  |  |  |                    |  |  |  |
| |                                 |  |  |  |  |  |  |  |  |                    |  |  |  |
| |                                 |  |  |  |  |  |  |  |  |                    |  |  |  |
| |                                 |  |  |  |  |  |  |  |  |                    |  |  |  |
| |                                 |  |  |  |  |  |  |  |  |                    |  |  |  |
| | ۱. ممتاز محل                    |  |  |  |  |  |  |  |  |                    |  |  |  |
| |                                 |  |  |  |  |  |  |  |  |                    |  |  |  |
| |                                 |  |  |  |  |  |  |  |  |                    |  |  |  |
| |                                 |  |  |  |  |  |  |  |  |                    |  |  |  |
| | ۱۲. آقا مولا دولت‌دار قزوینی     |  |  |  |  |  |  |  |  |                    |  |  |  |
| |                                 |  |  |  |  |  |  |  |  |                    |  |  |  |
| |                                 |  |  |  |  |  |  |  |  |                    |  |  |  |
| |                                 |  |  |  |  |  |  |  |  |                    |  |  |  |
| | ۶. غیاث‌الدین علی آصف خان        |  |  |  |  |  |  |  |  |                    |  |  |  |
| |                                 |  |  |  |  |  |  |  |  |                    |  |  |  |
| |                                 |  |  |  |  |  |  |  |  |                    |  |  |  |
| |                                 |  |  |  |  |  |  |  |  |                    |  |  |  |
| |                                 |  |  |  |  |  |  |  |  |                    |  |  |  |
| |                                 |  |  |  |  |  |  |  |  |                    |  |  |  |
| |                                 |  |  |  |  |  |  |  |  |                    |  |  |  |
| |                                 |  |  |  |  |  |  |  |  |                    |  |  |  |
| | ۳. دیوانجی بیگم                 |  |  |  |  |  |  |  |  |                    |  |  |  |
| |                                 |  |  |  |  |  |  |  |  |                    |  |  |  |
| |                                 |  |  |  |  |  |  |  |  |                    |  |  |  |